# Комишувата (притока Кінської)
Комишувата — річка в Україні, у Оріхівському районі Запорізької області. Права притока Кінської (басейн Дніпра).

## Опис
Довжина річки 14 км, похил річки — 4,6 м/км. Площа басейну 164 км².

## Розташування
Бере початок на південно-західній околиці Трудолюбівки. Спочатку тече на південний захід через Оленівку, потім переважно на південний схід через Комишуваху і впадає у річку Кінську, ліву притоку Дніпра.
Притоки: Мокра Комишуватка (ліва).
Річку перетинає автошлях Н08